# Gusterather Waschbach
Der Gusterather Waschbach ist ein linker Zufluss der Ruwer bei Pluwig und Gusterath in Rheinland-Pfalz, Deutschland.
Er entspringt auf etwa 330 Meter über NN bei Pluwig, hat eine Länge von etwa 2 Kilometern und mündet auf etwa 205 Meter über NN in die Ruwer. Ein linker Zufluss ist der Hurkelbach.